# Chrzczanka-Folwark
Chrzczanka-Folwark (prononciation : [ˈxʂt͡ʂanka ˈfɔlvark]) est un village polonais de la gmina de Długosiodło dans le powiat de Wyszków de la voïvodie de Mazovie dans le centre-est de la Pologne.
Le village possède une population de 21 familles en 2013.

## Histoire
De 1975 à 1998, il faisait partie du territoire de la Voïvodie d'Ostrołęka